# پاتریشیا واسلی
پاتریشیا واسلی (انگلیسی: Patricia Wasley؛ زادهٔ ۱ ژانویهٔ ۱۹۵۱) نویسنده اهل ایالات متحده آمریکا است.
وی همچنین برندهٔ جوایزی همچون برنامه فولبرایت شده‌است.